# Rokometni klub Gorenje Velenje
Maillots
Actualités
Dernière mise à jour : 31 juillet 2022.
Le Rokometni klub Gorenje Velenje  est un club de handball basé à Velenje en Slovénie.
Anciennement connu sous les noms de TVD Partizan, TK Partizan puis de SRK Velenje, il est renommé RK Gorenje Velenje en 1995, année où Gorenje devient l'un des principaux sponsors du club.

## Histoire

### 1958-1972: Le début du handball à Šoštanj
En 1958, le club du  TVD Partizan Velenje (Telesnovzgojno drustvo, Association d’éducation physique Partizan) s’établit dans la ville de Velenje dans le but de développer le handball dans la région.
Le handball avait été importé par des étudiants dans les écoles locales, et avec l'aide de certains joueurs de basket-ball, les pionniers du handball en Basse-Styrie voient le jour tels que Miligoj Jarnovič, Pavle Bukovac ou encore Jože Pukmajster.
Le club débute les compétitions en Ligue régionale de Celje où ils montèrent déjà en puissance puisque sept ans après la création du club, le TVD Partizan entre-temps déplacé à Šoštanj en 1964 où il prend le nom de  TK Partizan, se qualifie pour le championnat régional de Basse-Styrie alors qu'en 1966, le club réalise un de ses plus grands succès, atteindre la ligue des républiques de Yougoslavie (division 3) et n'a jamais été relégué.
Grâce à ces bons résultats, le projet de développement du handball lancé en 1958 (création du club) avait rendu ce sport populaire puisque dans les années 1970, une moyenne de 1000 spectateurs se rendaient aux matchs du TK Partizan.

### 1973-1991: Dans l'ombre de l'élite Yougoslave
15 ans après sa création, le TK Partizan domine la Ligue de République socialiste de Slovénie (division 3) et recense en tout quatre titres, notamment lors de la saison 1972-1973, synonyme de montée en division deux yougoslave.
Mais avec probablement un manque d'expérience, l'équipe ne fait qu'un aller-retour et est donc reléguée en Ligue de République socialiste de Slovénie (division 3).
Le club de Šoštanj retourne en division deux yougoslave lors de la saison 1973-1974.
Retourné dans ce championnat, les résultats du TK Partizan restent stables même si, le club doit faire face à des problèmes économiques, ils finissent tous de même cinquième en 1990.
Cette même année, bien que le nom TK Partizan soit connu dans toute la Slovénie et de l'Ex-Yougoslavie, la direction du club décide de changer de nom en ŠRK Velenje (Šaleški Rokometni Klub Velenje) car les matchs des années précédentes se sont joués dans la commune de Velenje, précisément dans la Red Hall et que la plupart des joueurs du club sont de Velenje.
Lors de la saison 1990/1991, le SRK Velenje réalisa sa plus belle performance en Yougoslavie puisque le club termina troisième de la division 2 yougoslave, soit aux portes du championnat yougoslave de division 1.

### 1992-2002: Parmi l'élite slovène
Après avoir réalisé une des plus belles saisons de l'histoire du club et d'être à deux doigts d'atteindre l'élite yougoslave, une partie de la Yougoslavie se dissout en 1991, quatre républiques de la Yougoslavie proclament leur indépendance, précisément la Croatie, la Bosnie-Herzégovine, la Macédoine et la Slovénie, et obligent ainsi la création de la Fédération de Slovénie de handball et donc, un championnat.
Lors de la première saison du club dans ce nouveau championnat, le SRK Velenje termina cinquième. Le club participa à la Coupe EHF 1994-1995 où il réalisa un belle campagne puisqu'après avoir battu les islandais du UMF Selfoss, puis les Slovaques du HT Tatran Prešov, les Italiens du Pallamano Prato, le club s'inclina face aux Russes du Lokomotiv Tcheliabinsk en demi-finale.
En 1995, le club décide de changer de nom pour des raisons de sponsoring et est rebaptisé RK Gorenje Velenje du nom de Gorenje, un groupe slovène spécialisé dans les produits électroménagers blancs.

### 2002-2006: Monté en puissance en Europe et en Slovénie
Malgré de très bons résultats en championnat qui lui permettent de participer aux compétitions européennes, où là aussi les bons résultats sont au rendez-vous, le club n'arrive toujours pas à concrétiser.
Mais en 2003, le club parvient à battre le RK Prule 67 en finale de la Coupe de Slovénie, et décroche ainsi son premier sacre.
Cette année marqua aussi le changement de direction du club puisque le président du club Franc Plaskan prend sa retraite, et est remplacé par Janez Živko.
Lors de la saison 2003-2004, l'arrivée du nouvel entraineur en provenance du BM Valladolid, leur permet d'atteindre les demi-finales de la Coupe des coupes, un exploit réalisé jusqu'à en délaisser le championnat, puisque Velenje se fit battre par le RK Celje, perdant ainsi une nouvelle fois le titre de champion.
Lors de la saison 2004/2005, Velenje participe à sa première Ligue des champions, se retrouvant dans le groupe C avec les russes du Medvedi Tchekhov, les danois du Svendborg Gudme et les biélorusses du HC Meshkov Brest, le club qui n'était pas au mieux de sa forme, notamment à cause de multiples blessures, finit troisième devant les biélorusses et est éliminé de la Ligue des champions 2004-2005. 
Si le parcours du club s'arrêta à la phase de groupe, le club réussit à atteindre les huitièmes de finale lors de la saison 2005-2006 où il se fait éliminer par le club français du Montpellier Handball, malgré cette élimination, le RK Gorenje Velenje atteint un point historique.
Alors qu'en Championnat, le club se fait prendre au jeu des Play-offs et termine la saison sur une troisième place, synonyme de qualification en Coupe des coupes, après deux ans en Ligue des champions.

### 2006-2010: La méthode Obrvan

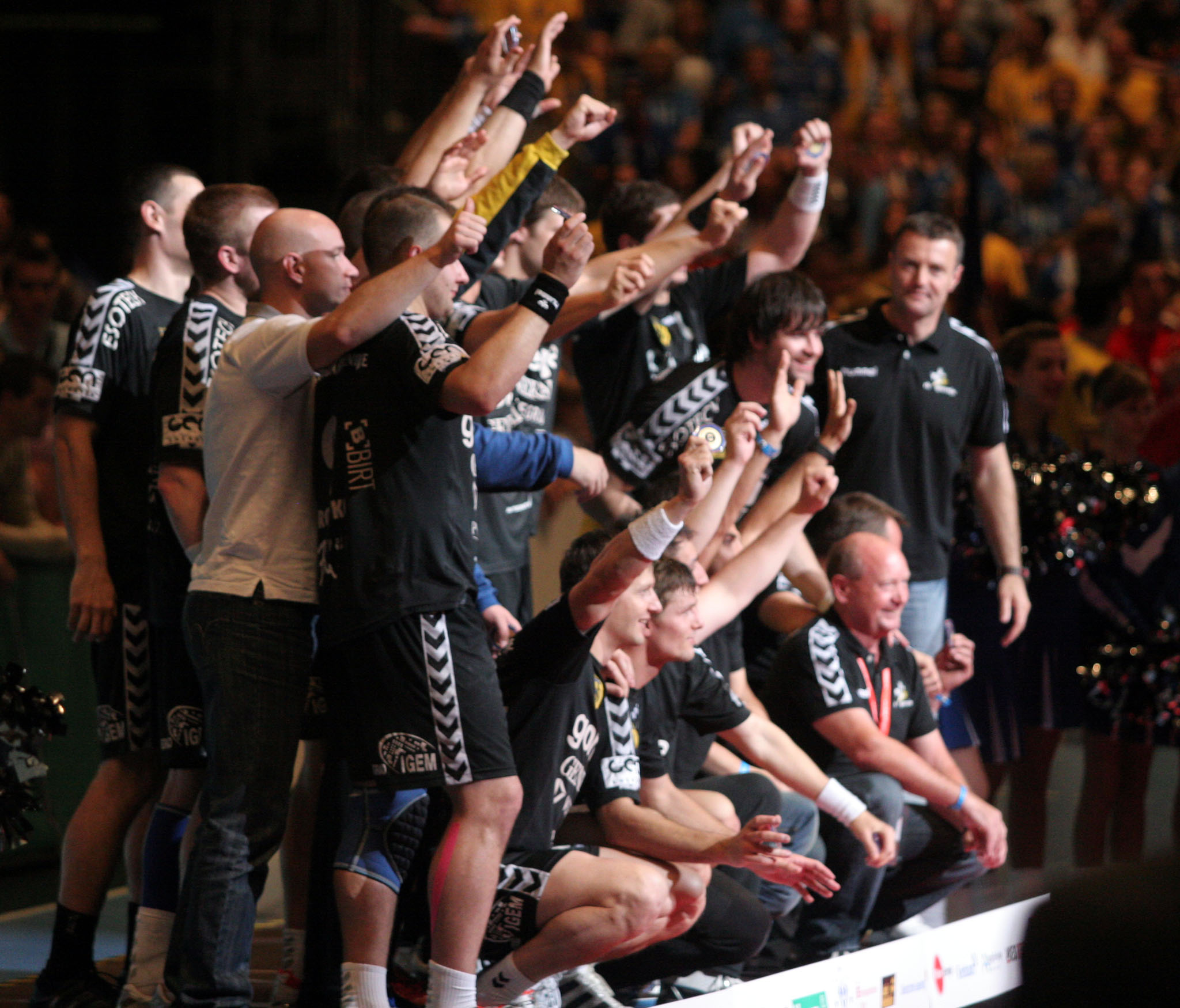
L'équipe du RK Gorenje Velenje à la Lanxess Arena, le 1er juin 2009, célébrant leur deuxième place lors de la Coupe de l'EHF 2008-2009.

Lors de la saison 2006-2007, d'importants changements sont effectués au sein du club. 
En outre l'arrivée d'un nouvel entraîneur, le Croate Ivica Obrvan qui obtient un contrat de quatre ans et qui a pour mission d'amener le premier titre de champion de Slovénie avant le cinquantième anniversaire du club.
La première saison de l'entraîneur croate, la saison 2007-2008 se conclut par une troisième place, derrière le RK Celje Pivovarna Laško et le RK Cimos Koper, la saison 2008-2009 se conclut quant à elle par une deuxième place, derrière le RK Cimos Koper, cette même saison sera historique pour le club qui arriva en finale de la Coupe de l'EHF 2008-2009 où il se fit éliminer par les Allemands du VfL Gummersbach sur un total de 55 à 50 alors que lors de son cinquantième anniversaire, le RK Gorenje Velenje réussit l’incroyable exploit de remporter le titre de Champion de Slovénie et de rejoindre le carré très fermé des clubs ayant déjà remporté le Championnat de Slovénie.
Lors de la saison 2009-2010, le club finit deuxième du Championnat à seulement un point du RK Celje Pivovarna Laško alors que cette même saison, Velenje participa à sa quatrième Ligue des champions, arrivé jusqu'en huitième de finale, Velenje se fit éliminer par le club espagnol du BM Ciudad Real.

### Depuis 2010: Des résultats stables
Lors de la saison 2010-2011, le RK Gorenje Velenje termine leur saison régulière à la première place, qualifié alors pour les Play-offs, il termine à la deuxième place derrière le RK Cimos Koper qui remporte quant à lui son premier sacre alors qu'en Coupe de l'EHF 2010-2011, les abeilles se firent éliminer par les Allemands du Frisch Auf Göppingen.
Durant la saison 2011-2012, Velenje remporte son deuxième sacre de championnat après avoir terminé premier de la phase classique, il termine ensuite en beauté les Play-offs avec treize points d'avance sur le RK Celje Pivovarna Laško alors qu'en Coupe de l'EHF 2011-2012, les abeilles se font éliminer par les allemands du Rhein-Neckar Löwen.
Un exploit réédité la saison suivante, 2012-2013, mis à part que l'écart entre Velenje et le RK Celje Pivovarna Laško s’étend à sept points mais lors de la saison 2013-2014, Celje finira champion à deux points de Velenje, qui réussit à arriver en huitième de finale de la Ligue des champions où il fut donc éliminé par les Français du Paris Saint-Germain Handball.
Lors de la saison 2014/2015, Velenje est battu par Celje lors des trois finales des compétitions nationales tandis qu'en Coupe d'Europe, le RK Gorenje Velenje ne joue la Coupe de l'EHF. Après avoir éliminé les Russes du Medvedi Perm au troisième tour, terminé deuxième du groupe 1 composé de Velenje, du HSV Hambourg, du Haslum HK et du Pfadi Winterthur et après avoir éliminé les danois du Team Tvis Holstebro, le club se qualifie pour le Final Four de la compétition disputé dans la Max Schmeling-Halle de Berlin. Opposé aux locaux du Füchse Berlin, Velenje est défait 27 à 23 en demi-finale puis 27 à 22 face au Skjern Håndbold dans le match pour la troisième place.

## Palmarès
Le tableau suivant récapitule les performances du Rokometni klub Gorenje Velenje dans les diverses compétitions slovènes et européennes.
| Compétitions internationales               | Compétitions nationales |
| - Coupe de l'EHF (C3) : - Finaliste : 2009 | - Championnat de Slovénie (3) : 2009, 2012 et 2013 - Vice-champion : 1994, 1996, 2004, 2005, 2007, 2010, 2011, 2014, 2015 - Coupe de Slovénie (3) : 2003, 2019, 2022 - Finaliste : 1994, 1995, 1997, 1998, 2001, 2007, 2011, 2013 et 2015 - Supercoupe de Slovénie (3) : 2009, 2011 et 2012 |

## Effectif actuel
L'effectif pour la saison 2021–22 était :
| Gardiens de buts - 12 Aljaž Verboten - 16 Aljaž Panjtar - 32 Emir Taletović Ailiers droits - 08 Ibrahim Haseljić - 11 Kenan Pajt Ailiers gauches - 22 Nino Komar - 24 Tilen Sokolič - 25 Matic Verdinek Pivots - 17 Urban Starc - 20 Jernej Drobež - 35 Branko Predović | Arrières gauches - 27 Peter Šiško - 33 Enej Slatinek Jovičić - 34 Tarik Mlivić Demi-centres - 09 Domen Tajnik - 48 Matic Ravnikar Arrières droits - 13 Tarik Velić - 18 David Miklavčič - 26 Kristian Eskeričić - 28 Timotej Grmšek |

## Personnalités liées au club

### Joueurs
- Benjamin Burić
- Senjamin Burić
- Ivan Čupić
- Jure Dobelšek (de)
- Jure Dolenec
- Klemen Ferlin
- Momir Ilić
- Vid Kavtičnik
- Beno Lapajne
- Nikola Manojlović
- Fahrudin Melić
- Jure Natek
- Rok Ovniček
- Primož Prošt
- Momir Rnić
- Siarhei Rutenka
- Gorazd Škof
- Staš Skube
- Mario Šoštarič
- Michał Szyba
- Drago Vuković
- Rok Zaponšek
- Vedran Zrnić
- Miha Žvižej

### Entraineurs
- Miro Požun
- Ivan Vajdl
- Tone Tiselj
- Ivica Obrvan

## Divers

### Salle
La salle du RK Gorenje Velenje est le Red Hall dont la capacité s'élève à 2500 places. Construite en 1975, elle est rénovée en 1989, 1994 et 2004 à l'occasion de l'Euro 2004.

### Supporters
Les Šaleški graščaki est l'un des principaux clubs de supporteurs du RK Gorenje Velenje, il fut fondé en 1994, ce club de supporters est chargé de mettre l'ambiance dans les salles où joue le RK Gorenje Velenje